# Peña Cervera
Peña Cervera es una elevación de la Sierra de la Demanda situada junto al municipio de Espinosa de Cervera, en la provincia de Burgos (Castilla y León, España). En Peña Cervera nace el río Esgueva.

## Entorno
Espléndidas vistas de las comarcas adyacentes: llanuras del Esgueva y del Duero, campos de Silos y del Arlanza, cañones del río Mataviejas y, en un segundo plano, la Sierra de la Demanda.

## Geomorfología
El anticlinal que se desarrolla al norte de la cuenca alta del Esgueva forma una auténtica barrera natural. El suelo ha desaparecido en buena parte, llegando a la categoría de roquedo, aunque conserva un sencillo manto en calizas en el que arraigan con facilidad especies arbóreas resistentes.

## Uso del suelo
Pinar de repoblación, sabinar a poniente, pastizales, vegetación mediterránea (encina y quejigo) y algo de roquedo.
Como singularidad tenemos la ausencia de tierras de secano y de matorrales.

## Interés paisajístico
Las Peñas de Cervera ofrecen la mayor diversidad paisajística de la provincia: desde manchas oscuras de pinares cerrados hasta roquedos limpios de vegetación pasando por pastos y sabinares, lo que supone una gran variedad cromática.

## Historia
En la denominada batalla de Cervera se enfrentaron en el año 1000 las huestes castellanas del conde Sancho García contra el caudillo musulmán Almanzor, decidiéndose la batalla para este último.